# Estrada Caetano Monteiro
A Estrada Caetano Monteiro é uma estrada, de aproximadamente 5,5 quilômetros de extensão, que atravessa a maioria dos bairros da região de Pendotiba, e é responsável pela ligação com o centro de Niterói. Inicia-se no Largo da Batalha, após cruzamento da Avenida Rui Barbosa e Rua Amadeu Gomes, e termina em Maria Paula, na confluência com a Estrada Velha de Maricá (atualmente Estrada do Rio do Ouro), na altura do Trevo de Maria Paula (Praça Nova República). Através da ligação Rua Tancredo Neves-Estrada Velha de Maricá, contornando o Trevo de Maria Paula, pode-se chegar à RJ-104, ligação a São Gonçalo e Norte Fluminense (esquerda), ou à Rodovia Amaral Peixoto (RJ-106), ligação à Região dos Lagos (direita).
Até 11 de janeiro de 1938 era conhecida apenas como Estrada de Pendotiba, quando recebeu este nome pelo prefeito Brandão Júnior, em homenagem a João Caetano Monteiro (Silva Jardim, 1854 - Niterói, 1931), médico que fez carreira na cidade .

## Dados gerais
Ínício: Cruzamento com Avenida Rui Barbosa e Rua Amadeu Gomes (Largo da Batalha)

Término: Confluência com Estrada Velha de Maricá (Maria Paula)

Extensão: 5,5 km

Faixas de pista: 4 (2 em cada sentido).

Bairros que corta: Largo da Batalha, Badu, Vila Progresso, Matapaca e Maria Paula.